# Lijst van burgemeesters van Heinenoord
Dit is een lijst van burgemeesters van de voormalige Nederlandse gemeente Heinenoord tot die gemeente op 1 januari 1984 opging in de gemeente Binnenmaas.
| Ambtsperiode | Naam burgemeester                 | Partij of stroming | Bijzonderheden                                                                   |
| ------------ | --------------------------------- | ------------------ | -------------------------------------------------------------------------------- |
| 18?? - 18??  | ??                                |                    |                                                                                  |
| 1828 - 1877  | Adrianus Vogelsang (ca.1807-1877) |                    | tevens burgemeester van Oud-Beijerland (1852-1877) en Goidschalxoord (1851-1855) |
| 1877 - 1882  | P.M. Vogelsang                    |                    |                                                                                  |
| 1882 - 1911  | P.J. Kluit                        |                    |                                                                                  |
| 1911 - 1942  | J. de Zeeuw                       |                    |                                                                                  |
| 1942 - 1943  | W. van der Ploeg                  |                    | tevens van 1939 tot 1963 burgemeester van Puttershoek                            |
| 1943 - 1945  | A. Roodzant                       | NSB                | tevens burgemeester van Oud-Beijerland (1945)                                    |
| 1945         | Leo (L.J.) den Hollander          |                    | fungerend; tevens fungerend burgemeester van Puttershoek                         |
| 1945 - 1946  | W. van der Ploeg                  |                    |                                                                                  |
| 1946 - 1948  | Leo (L.J.) den Hollander          |                    | later burgemeester van Hazerswoude en Leerdam                                    |
| 1949 - 1965  | C.J. van Bommel                   |                    |                                                                                  |
| 1965 - 1974  | Pieter (P.) Groeneweg             | ARP                |                                                                                  |
| 1974 - 1980  | Wim (W.) van 't Veld              | PvdA               | later burgemeester van Poortugaal en Vianen                                      |
| 1980 - 1982  | Leen (L.) Vleggeert               | PvdA               | waarnemend; tevens burgemeester van Puttershoek en later van Gorinchem           |
| 19?? - 19??  | ??                                |                    |                                                                                  |